# Oranje-bulletin (verzetsblad, Amsterdam)
Oranje-bulletin was een verzetsblad uit de Tweede Wereldoorlog, dat vanaf 15 september 1944 tot en met 30 november 1944 in Amsterdam werd uitgegeven. Het blad verscheen 3 maal per week in een gedrukte oplage van 10000 tot 50000 exemplaren. Net als de oprichting van een Oranje-bulletin in Utrecht, besloten de redacties van Ons Volk, Het Parool, en Vrij Nederland, na Dolle Dinsdag op 4 september 1944, over te gaan tot de uitgave van een Oranje-bulletin in Amsterdam. De beoogde inhoud wordt al duidelijk door de ondertitel: bulletin ter verspreiding van de letterlijke tekst van Regeringsverklaringen, bevelen van het Geallieerd Opperbevel, aanwijzingen van het ondergronds verzet, en hoofdzaken van het nieuws.

## Organisatie
De technische leiding berustte evenals in Utrecht bij Ons Volk. Verder werkten aan de uitgave mee: A. de Vries (Ons Volk), W. van Norden en mevr. M. van Meurs-van der Burg (Het Parool) en J. van Rinkhuyzen. Bij het tweede nummer sloot ook het studentenblad De Geus zich bij de organisatie aan. Daarna volgden Trouw in de persoon van E. van Ruller, De Ploeg en De Vrije Katheder. De betrokken bladen, behalve De Geus en De Ploeg zorgden zelfstandig voor een gedeelte van de oplage. Uiteindelijk verschenen er twee gestencilde en drie gedrukte bulletins.

## Vroegtijdig einde
Op 30 november 1944 werd na 32 afleveringen de uitgave beëindigd, daar het bij de oprichting gestelde doel niet verwezenlijkt geacht werd: beperking van het aantal bladen door samenwerking. Door de regering werden achteraf gezien ook te weinig verklaringen, bevelen en aanwijzingen uitgebracht. Daarnaast gingen de meeste bladen door met het verspreiden van hun eigen dagelijks bulletin. Ten slotte, gelet op de papierschaarste en de risico's die drukkers en verspreiders liepen, achtte men het beter de verschijning van het Oranje-bulletin op te schorten tot er weer reden zou zijn voor een speciale taak.
Op 5 januari 1945 werden nog wel, naar aanleiding van de z.g. Liese-Aktion die tot doel had Nederlandse mannen te werven voor de Duitse arbeidsinzet, twee extra uitgaven verspreid. Daarin werd tot algemeen verzet opgeroepen (de tweede oproep had een oplage van 50000 ex.)

## Betrokken personen
- M. van Meurs-van der Burg
- W. van Norden
- J. van Rinkhuyzen
- E. van Ruller
- A. de Vries

## Gerelateerde kranten
- Oranje-bulletin (verzetsblad, Utrecht)[1]